# 273. strelska divizija (ZSSR)
273. strelska divizija (izvirno rusko 273. стрелковая дивизия; kratica 273. SD) je bila strelska divizija Rdeče armade v času druge svetovne vojne.

## Zgodovina
Divizija je bila ustanovljena avgusta 1941 v Dnepropetrovsku in bila uničena septembra istega leta v istem mestu. Ponovno je bila ustanovljena julija 1942 v Podolsku.